# Eugène Mougin
Pour les articles homonymes, voir Mougin.
Eugène Mougin, né le 17 novembre 1852 à Montmartre  (Seine) et mort le 28 décembre 1924 à Clichy (Seine), est un archer français. 
Il est sacré champion olympique de tir à l'arc en épreuve de chapelet 50 m aux Jeux olympiques d'été de 1900 à Paris,.